# Lytrophila sporarcha
Lytrophila sporarcha är en fjärilsart som beskrevs av Edward Meyrick 1921. Lytrophila sporarcha ingår i släktet Lytrophila och familjen säckspinnare. Inga underarter finns listade i Catalogue of Life.